# Lotus 107
O 107/107B/107C é o modelo da Lotus das temporadas de 1992,1993 e de 1994 da Fórmula 1. Condutores: Mika Häkkinen, Johnny Herbert, Pedro Lamy, Alessandro Zanardi, Philippe Adams, Éric Bernard e Mika Salo.

## Cronologia do 107
1992: O 107 foi utilizado a partir do GP de San Marino.
1993: O 107B foi utilizado por todo o campeonato por: Alessandro Zanardi, Johnny Herbert e Pedro Lamy.
1994: O 107C até o GP do Canadá, conduzido por: Pedro Lamy, Johnny Herbert e Alessandro Zanardi. 

## Resultados[1][2][3]
(legenda) 
| Ano  | Chassi | Motor                    | Pneus | N° | Pilotos            | 1   | 2   | 3   | 4   | 5   | 6   | 7   | 8   | 9   | 10  | 11  | 12  | 13  | 14  | 15  | 16  | Pontos   | Posição  |  |
| ---- | ------ | ------------------------ | ----- | -- | ------------------ | --- | --- | --- | --- | --- | --- | --- | --- | --- | --- | --- | --- | --- | --- | --- | --- | -------- | -------- |  |
|      |        |                          |       |    |                    |     |     |     |     |     |     |     |     |     |     |     |     |     |     |     |     |          |          |  |
|      |        |                          |       |    |                    | RSA | MEX | BRA | ESP | SMR | MON | CAN | FRA | GBR | GER | HUN | BEL | ITA | POR | JPN | AUS |          |          |  |
| 1992 | 107    | Ford HBA5 V8             | G     | 11 | Mika Hakkinen      |     |     |     |     |     | Ret | Ret | 4   | 6   | Ret | 4   | 6   | Ret | 5   | Ret | 7   | 111 (13) | 5º       |  |
| 1992 | 107    | Ford HBA5 V8             | G     | 12 | Johnny Herbert     |     |     |     |     | Ret | Ret | Ret | 6   | Ret | Ret | Ret | 13† | Ret | Ret | Ret | 13  | 111 (13) | 5º       |  |
|      |        |                          |       |    |                    |     |     |     |     |     |     |     |     |     |     |     |     |     |     |     |     |          |          |  |
|      |        |                          |       |    |                    | RSA | BRA | EUR | SMR | ESP | MON | CAN | FRA | GBR | GER | HUN | BEL | ITA | POR | JPN | AUS |          |          |  |
| 1993 | 107B   | Ford HBD6 V8             | G     | 11 | Johnny Herbert     | Ret | 4   | 4   | 8†  | Ret | Ret | 10  | Ret | 4   | 10  | Ret | 5   | Ret | Ret | 11  | Ret | 12       | 6º       |  |
| 1993 | 107B   | Ford HBD6 V8             | G     | 12 | Alessandro Zanardi | Ret | 6   | 8   | Ret | 14† | 7   | 11  | Ret | Ret | Ret | Ret | DNS |     |     |     |     | 12       | 6º       |  |
| 1993 | 107B   | Ford HBD6 V8             | G     | 12 | Pedro Lamy         |     |     |     |     |     |     |     |     |     |     |     |     | 11† | Ret | 13† | Ret | 12       | 6º       |  |
|      |        |                          |       |    |                    |     |     |     |     |     |     |     |     |     |     |     |     |     |     |     |     |          |          |  |
|      |        |                          |       |    |                    | BRA | PAC | SMR | MON | ESP | CAN | FRA | GBR | GER | HUN | BEL | ITA | POR | EUR | JPN | AUS |          |          |  |
| 1994 | 107C   | Mugen-Honda MF-351HC V10 | G     | 11 | Pedro Lamy         | 10  | 8   | Ret | 11  |     |     |     |     |     |     |     |     |     |     |     |     | 0        | NC (12º) |  |
| 1994 | 107C   | Mugen-Honda MF-351HC V10 | G     | 11 | Alessandro Zanardi |     |     |     |     | 9   | 15  |     |     |     |     |     |     |     |     |     |     | 0        | NC (12º) |  |
| 1994 | 107C   | Mugen-Honda MF-351HC V10 | G     | 12 | Johnny Herbert     | 7   | 7   | 10  | Ret |     |     |     |     |     |     |     |     |     |     |     |     | 0        | NC (12º) |  |

† Completou mais de 90% da distância da corrida.
↑1  DO GP da África do Sul até San Marino utilizou o 102D marcando 2 pontos (13 no total).
↑2  Do GP da Espanha até o final do campeonato, utilizou o 109.